# 三川村 (和歌山県)
三川村（みかわむら）は、和歌山県西牟婁郡にあった村。現在の田辺市の南東端、日置川の中流域にあたる。

## 地理
- 山岳：太尾ノ嶺、半作嶺、三ツ森山、百間山、法師山、大塔山、入道山、高尾山、大森山、将軍山、金剛ノ峯、半田峯、水垣内山、赤土森山
- 河川：日置川、前の川、将軍川

## 歴史

### 村名の由来
日置川、前の川、将軍川の3川の合流点であることによる。

### 沿革
- 1889年（明治22年）4月1日 - 町村制の施行により、合川村・下露村・古屋村・佐田村・中野俣村・竹ノ平村・向山村・深谷村・小谷村・谷野口村・串村・九川村・長瀬村・東伏菟野村・原村・五味村の区域をもって発足。
- 1929年（昭和4年）4月1日 - 豊原村を編入。
- 1956年（昭和31年）9月30日 - 富里村の一部（平瀬・和田・下川上・下川）・鮎川村の一部（1 - 390番地の一部を除く）と合併して大塔村が発足。同日三川村廃止。